# 尼肖巴 (密西西比州)
尼肖巴（英語：Neshoba）是位於美國密西西比州尼肖巴縣的非建制地區。

## 歷史
尼肖巴的郵局於1905年設立，其後於1976年停運。

## 地理
尼肖巴所處的海拔為高於海平面150米（即492英呎），而該地所採用的時區為UTC-6，即北美中部時區（CST）。同時該地設有夏令時間，為UTC-6調快一小時，即UTC-5（CDT）。